# Бочоришвили, Ирина Автандиловна
Ирина Автандиловна Бочоришвили (род. 3 марта 1953, Киев) — российская актриса и художница по костюмам. Заслуженная артистка Российской Федерации (1995).

## Биография
Окончила факультет градостроительства Московского архитектурного института (1982), но по специальности не работала. С 1978 по 2007 годы была актрисой Московского театра на Юго-Западе. Среди основных ролей разных лет — Гелла («Мастер и Маргарита» по М. Булгакову), Цезония («Калигула» Альбера Камю), Гертруда («Гамлет» Шекспира), леди Макбет («Макбет» Шекспира), Анна Андреевна («Ревизор» Н. В. Гоголя).
Как художница по костюмам работала с режиссёром Театра на Юго-Западе Валерием Беляковичем и при его гостевых постановках в других театрах — в том числе во МХАТе имени Горького, где работа Бочоришвили над костюмами к экспериментальной постановке пьесы Александра Островского «Горячее сердце» вызвала противоречивые отзывы критики.